# Azay-le-Rideau
Azay-le-Rideau /aˈzɛ lə ʁiˈdo/ è un comune francese di 3 555 abitanti situato nel dipartimento dell'Indre e Loira nella regione del Centro-Valle della Loira.
Vi sorge il Castello di Azay-le-Rideau, facente parte del complesso dei castelli della Loira.

## Società

### Evoluzione demografica
Abitanti censiti